# ウジェーヌ・ミンコフスキー
ウジェーヌ・ミンコフスキー（フランス語: Eugène Minkowski、1885年4月17日 - 1972年11月17日）は、20世紀フランスで活躍した医学者、精神科医。

## 経歴
1885年、ロシアのサンクトペテルブルクに生まれる。両親はポーランド系ユダヤ人であった。若きころドイツのミュンヘンに渡り医学を修め、博士号を取得。その後ロシアに戻り医師国家試験に合格。1913年には、同じくロシア生まれで精神科医として活躍することになるフランコイス・ミンコフスカと結婚。
1914年、第一次世界大戦が勃発すると、ミンコフスキーはスイスのチューリッヒに逃れ、そこで精神分裂病という用語の提唱者たるオイゲン・ブロイラーを知ることとなる。翌年、突如としてフランス軍に入り、一兵士として前線で戦う。この功績もあってフランスで市民権を獲得。
大戦後、1926年にはフランスで医学博士号を取得。その地で1972年の死まで、在野の医師として病者に接すると同時に執筆活動に専念した。

## 主な著作
- 『精神分裂病　La schizophrénie』(1927)村上仁,野村良樹訳 弘文堂書房 1946
  - 村上仁訳 みすず書房 1954
- 『生きられる時間　Le temps vécu』(1933)
  - 『生きられる時間 現象学的・精神病理学的研究』中江育生,清水誠,大橋博司訳 みすず書房 1972-73
- 『ひとつの宇宙論に向けて　Vers une cosmologie』(1936）
  - 『精神のコスモロジーへ』中村雄二郎,松本小四郎訳 人文書院 1983
- 『精神病理学論　Traité de psychopathologie』(1966)